# Take Off Your Pants and Jacket
Take Off Your Pants And Jacket, ett musikalbum av blink-182, släppt den 12 juni, 2001. Albumet har sålts i över 12 miljoner exemplar, vilket gör den till blink-182:s näst mest sålda album.

## Låtar på albumet
1. "Anthem Part II"
2. "Online Songs"
3. "First Date"
4. "Happy Holidays, You Bastard"
5. "Story Of A Lonely Guy"
6. "The Rock Show"
7. "Stay Together for the Kids"
8. "Roller Coaster"
9. "Reckless Abandon"
10. "Everytime I Look For You"
11. "Give Me One Good Reason"
12. "Shut Up"
13. "Please Take Me Home"